# Sistema programado
Un sistema programado es un circuito electrónico que contiene un microprocesador o un microcontrolador integrado en el mismo. Mediante un programa informático almacenado en una memoria interna, se realiza el control y la gestión del sistema.
Este tipo de circuitos son, funcionalmente, idénticos a un sistema cableado, con la diferencia fundamental de que en un sistema programado, modificar su funcionamiento lógico se reduce a un simple cambio del programa (software) del circuito microprogramado, con la reducción de costes que ello supone. Realizar un cambio similar en un sistema cableado requiere un cambio parcial o completo de su estructura física (cables o componentes que contiene).
De esta forma, automatismos que emplean un sistema programado son menos costosos de reutilizar que aquellos que están constituidos por un sistema cableado.
Las desventajas principales de este tipo de sistemas son:
- Velocidad
- Coste

La velocidad de un sistema programado puede ser un problema dependiendo de la velocidad crítica del sistema completo. Si un sistema debe de "responder" ante una señal de entrada con un tiempo de reacción muy reducido (del orden de microsegundos o menos) es posible que un sistema programado tenga un coste demasiado elevado para cumplir este requisito. En la mayoría de los casos esto no es necesario.
En la actualidad, el coste es cada vez un problema menor debido a la disminución de los costes de producción como consecuencia de la gran demanda de la electrónica digital en el mundo. Sin embargo, para sistemas muy simples, con una funcionalidad muy concreta, puede resultar más caro emplear un sistema programado.
- Microcontrolador
- Sistema secuencial
- Sistema complejo
- Sistema combinacional

- Datos: Q6129955